# Pidonia alticollis
Pidonia alticollis är en skalbaggsart som först beskrevs av Ernst Gustav Kraatz 1879.  Pidonia alticollis ingår i släktet Pidonia och familjen långhorningar. Inga underarter finns listade i Catalogue of Life.